# 小行星40106
小行星40106（40106 Erben）是一颗绕太阳运转的小行星，为主小行星带小行星。该小行星于1998年8月发现。
該小行星以捷克作家、詩人、民歌、童謠和童話故事收集者卡雷爾·愛爾本命名。

## 轨道参数
小行星40106的轨道半长轴为2.9329662 UA，离心率为0.157。